# Nino Ederle
Nino Ederle (Verona, 1892 - Milà, 1951) fou un tenor italià.

## Biografia
Durant la dècada del 1920 va cantar a teatres d'òpera italians poc coneguts.
El 1925 va aparèixer al Teatro San Carlo de Nàpols com a Elvino a La Sonnambula de Vincenzo Bellini. La mateixa temporada, la 1925-1926 va participar en tres òperes al Teatro dell'Opera di Roma: Il barbiere di Siviglia de Gioachino Rossini en el paper del compte Almaviva, amb Bidu Sayão com a Rosina, Il matrimonio segreto de Domenico Cimarosa en el paper de Paolino, amb Bidu Sayão com a Carolina, i Rigoletto de Giuseppe Verdi, en el paper del Doc de Mantua, amb Enrico Molinari en el paper del títol i de nou la soprano brasilera Bidu Sayão, en el de Gilda. El mes de setembre de 1925 va participar en Don Pasquale de Gaetano Donizetti al Gran Teatre de Gènova, en el paper d'Ernesto, amb Michele Flore en el paper del títol i Anna Sassone Soster en el de Norina.
El 1926 Ederle va cantar a Rio de Janeiro Don Carlo, Il barbiere di Siviglia, Il matrimonio segreto, Rigoletto i Un caso singolar. El 1927 va actuar novament al Teatro San Carlo de Nàpols, però aquesta vegada a Madama Butterfly. Dos anys més tard va debutar al Teatro La Scala de Milà a Rigoletto.
El setembre de 1928 es trobava de gira a França, participant al Teatre del Casino d'Èx-los-Bens en l'òpera La traviata de Verdi.
La temporada 1928-1929 va actuar al Gran Teatre del Liceu de Barcelona. El novembre de 1928 va participar en Il barbiere di Siviglia, amb Conxita Supervia com a Rosina i Carlo Galeffi com a Fígaro, sota la direcció d'Alfredo Padovani, i el desembre en L'italiana in Algeri de Rossini, amb Conxita Supervia, Maria Gentile, Vincenzo Bettoni i Carlo Scattola, també sota la direcció de Padovani. Aquesta òpera l'havia representat aquell mateix any, el mes d'agost, al teatre Massimo de Pesaro, amb Maria Toller.
El 30 de maig de 1929 va actuar a París, al Théâtre des Champs-Elisées, representant La Cenerentola de Rossini al costat de Conxita Supervia, Isabella Marengo, Ernest Badini i Carlo Scattola, sota la direcció de Tullio Serafin.
L'octubre de 1933 va actuar a l'Opéra-Comique de París, interpretant de nou L'italiana in Algeri, també amb Conxita Supervia, Vicenzo Bettoni i Carlo Scatola, sota la direcció de Tullio Serafin.
El gener de 1934 va interpretar el paper de Fenton en Falstaff de Verdi al teatre La Fenice de Venècia, sota la direcció de Giuseppe Del Campo, amb Mariano Stabile i Maria Zamboni, la seva única aparició en aquest prestigiós teatre.
La temporada del 1935 va ser contractat pel teatre La Scala de Milà. Va participar en el mes de febrer en el paper de Fenton de Falstaff, sota la direcció de Victor De Sabata, amb Mariano Stabile en el paper del títol. El 16 març de 1935 va participar en l'estrena de L'Orfeo de Claudio Monteverdi en aquest teatre, en una versió revisada per Ottorino Respighi i dirigida per Gino Marinuzzi, amb Carlo Galeffi, Ebe Stignani, Carolina Segrera, Vittoria Palombini, Nino Ederle i Franco Zaccarini. Més tard va anar a Londres, al Royal Opera House del Covent Garden, per participar en L'italiana in Algeri amb Conxita Supervia i Vincenzo Bettoni i per cantar Il barbiere di Siviglia.
El 23 de setembre de 1936, Ederle va participar en el teatre Verdi de Vicenza en l'estrena d'una nova òpera, Amante in trappola, amb música d'Arrigo Pedrollo. Amb ell, van cantar la soprano Dora Dori Zinetti i el baríton Lorenzo Conati.
El juny de 1937 va anar de gira a Portugal, interpretant La traviata a Lisboa i Porto al costat de Riccardo Stracciari i Emilica Vera, sota la direcció d'Angelo Questa.
Ederle va acabar la seva carrera el 1944 a Torí, una vegada més com a Almaviva.
Com a professor, va treballar a Verona i la seva alumna preferida va ser la distingida soprano Rosanna Carteri.